# Rob Muffels
Rob Frederik Muffels (Elmshorn, 8 dicembre 1994) è un nuotatore tedesco, specializzato nel nuoto di fondo.

## Carriera
Rob Muffels inizia a gareggiare in piscina sulle lunghe distanze, vincendo una medaglia d'oro negli 800 m e l'argento nei 1500 m agli Europei giovanili di Anversa 2012. Lo stesso anno partecipa pure agli Europei in vasca corta, disputati a Chartres, in Francia, piazzandosi al 33º posto nei 400 m e al 20º posto nei 1500 m.
In occasione dei campionati mondiali di Barcellona 2013 comincia a competere nel nuoto di fondo, giungendo undicesimo nei 5 km col tempo 53'38"5. Agli Europei di Berlino 2014 ottiene il secondo posto nei 5 km, dietro il britannico Daniel Fogg e davanti l'altro tedesco Thomas Lurz, e guadagna inoltre la medaglia di bronzo nei 5 km a squadre insieme allo stesso Lurz e a Isabelle Härle.
A Kazan' 2015 ottiene le sue prime medaglie ai campionati mondiali aggiudicandosi, insieme a Christian Reichert e a Isabelle Härle, i 5 km a squadre e arrivando secondo nei 5 km. Agli Europei di Hoorn 2016 vince l'argento nei 5 km a squadre e nell'edizione successiva di Glasgow 2018 ottiene pure la sua prima medaglia sulla distanza dei 10 km classificandosi terzo, mentre manca il podio nei 5 km con il quarto posto dietro Logan Fontaine.

## Palmarès
- Mondiali

Kazan' 2015: oro nei 5 km a squadre e argento nei 5 km.
Gwangju 2019: oro nei 5 km a squadre e bronzo nei 10 km.
- Europei

Berlino 2014: argento nei 5 km e bronzo nei 5 km a squadre.
Hoorn 2016: argento nei 5 km a squadre.
Glasgow 2018: bronzo nei 10 km.
Budapest 2020: argento nella gara a squadre.
- Europei giovanili

Anversa 2012: oro negli 800m sl e argento nei 1500m sl.